# Parageina bouvieri
Parageina bouvieri es una especie de insecto coleóptero de la familia Chrysomelidae, descrita en 1936 por Laboissiere.